# Казу
Казу (на английски: kazoo) е музикален инструмент от групата на мембранофонните инструменти. Представлява тръбовидна свирка с отвори от двата края. При говорене или пеене в казу, то придава на звука басов тембър. Има американски произход.  Изработва се от метал, дърво или пластмаса. В средата има пробка с мембрана от папирус. Именно тази хартиена мембрана променя тембъра.